# 門脇 (石巻市)
門脇（かどのわき）は、宮城県石巻市にある大字である。旧牡鹿郡門脇村、牡鹿郡石巻町大字門脇の各一部に相当する。郵便番号は986-0853。住民基本台帳に基づく人口は4,048人、世帯数は1,914世帯（2025年4月30日現在）。

## 地理
石巻市の西部、東松島市との境に位置しており、北は蛇田、南は重吉町、東は大街道、西は定川や東松島市赤井と接する。
国道沿いに様々な商業施設が集中し、新興住宅地として発展している。

### 小字
仙台法務局石巻支局の「石巻市登記所備付地図データ」（2024年10月5日時点）、デジタル庁公表のアドレス・ベース・レジストリの「宮城県町字マスターデータセット」（2025年5月28日時点）、東北運輸局公表の「東北運輸局宮城運輸支局住所コード表」（2024年11月1日時点）によれば、蛇田の小字は以下の通りである。
| 町字ID  | 町・字 | 町・字         | 出典         | 出典   | 出典 |
| 町字ID  | 大字   | 小字           | 町字マスター | 運輸局 | 登記 |
| ------- | ------ | -------------- | ------------ | ------ | ---- |
| 0119101 | 門脇   | 字青葉西       | ○            | ○      | ○    |
| 0119102 | 門脇   | 字一番谷地     | ○            | ○      | ○    |
| 0119103 | 門脇   | 字浦屋敷       | ○            | ○      | ○    |
| 0119104 | 門脇   | 字下鷲塚       | ○            | ○      | ×    |
| 0119105 | 門脇   | 字元浦屋敷     | ○            | ○      | ○    |
| 0119106 | 門脇   | 字元捨喰       | ○            | ○      | ○    |
| 0119107 | 門脇   | 字元明神       | ○            | ○      | ○    |
| 0119108 | 門脇   | 字五番谷地     | ○            | ○      | ×    |
| 0119109 | 門脇   | 字三ツ股       | ○            | ○      | ×    |
| 0119110 | 門脇   | 字三軒屋       | ○            | ○      | ×    |
| 0119111 | 門脇   | 字三番谷地     | ○            | ○      | ×    |
| 0119112 | 門脇   | 字山岸         | ○            | ○      | ×    |
| 0119113 | 門脇   | 字四番谷地     | ○            | ○      | ×    |
| 0119114 | 門脇   | 字捨喰         | ○            | ○      | ○    |
| 0119115 | 門脇   | 字上野町       | ○            | ○      | ×    |
| 0119116 | 門脇   | 字新館         | ○            | ○      | ×    |
| 0119117 | 門脇   | 字西三軒屋     | ○            | ○      | ×    |
| 0119118 | 門脇   | 字青葉東       | ○            | ○      | ○    |
| 0119119 | 門脇   | 字築山         | ○            | ○      | ×    |
| 0119120 | 門脇   | 字中浦         | ○            | ○      | ○    |
| 0119121 | 門脇   | 字中屋敷       | ○            | ○      | ×    |
| 0119122 | 門脇   | 字中島         | ○            | ○      | ×    |
| 0119123 | 門脇   | 字定川         | ○            | ○      | ×    |
| 0119124 | 門脇   | 字東上野町     | ○            | ○      | ×    |
| 0119125 | 門脇   | 字二番谷地     | ○            | ○      | ○    |
| 0119126 | 門脇   | 字堀切         | ○            | ○      | ×    |
| 0119127 | 門脇   | 字本草園       | ○            | ○      | ×    |
| 0119128 | 門脇   | 字本草園前     | ○            | ○      | ×    |
| 0119129 | 門脇   | 字明神         | ○            | ○      | ○    |
| 0119130 | 門脇   | 字浪除土手     | ○            | ○      | ○    |
| 0119131 | 門脇   | 字鷲塚         | ○            | ○      | ○    |
| 0119132 | 門脇   | 字善海田       | ○            | ○      | ×    |
| 0119133 | 門脇   | 字善海田土手西 | ○            | ○      | ×    |
| 0119134 | 門脇   | 字波除土手     | ○            | ×      | ×    |

### 地価
国土交通省によると2020年（令和2年）3月31日時点での門脇字二番谷地13番473外での公示地価は32,000円/m2になっている。

## 歴史
門脇村は、牡鹿郡の南西（現在の石巻市の南西）に位置し、北で石巻村と蛇田村、東で北上川を隔てて湊村、西で定川を隔てて矢本村と接し、南で石巻湾に面する、現在の石巻市門脇よりか広大で、牡鹿郡万御改書上によると東西は一里五町三十間、南北は十一町二十間と東西に長い街村であったとされる。正保郷帳には、門腋村と記され、田は650文、畑は1貫797文、他に門脇新田として33貫528文があり、早損と注記されていた他、牡鹿郡万御改書上によると、田は95貫314文（うち、新田は35貫532文）、畑は20貫772文、茶畑は112文、本百姓は134人、男は1,092人、女は855人、本町の家数は29軒、中町の家数は30軒、砂場町の家数は41軒、〓町の家数は30軒であり、それ以外にも、川村平八郎ら12人の除屋敷があったとされる。安永風土記によれば、田は100貫152文、畑は29貫564文（うち、茶畑は112文）、蔵入77貫余、給地51貫余、本百姓は1659年（万治2年）の竿答百姓36人から、214人（村居住30人、町居住184人）となり、家数は673軒、うち借家は459軒で、男1,517人、女1,310人、馬58頭、天当船（仙台藩で用いられた、江戸へと米を輸送する船）は29隻、うち700石積以上が23隻、五太木船（仙台藩で用いられた、江戸へと米を輸送する船）は31隻、小舟は13隻あったとされる。
1966年から2025年現在までに、門脇から、南光町、西浜町、雲雀野町、日和が丘、大手町、南浜町、宜山町、三河町、中島町、重吉町、潮見町、門脇町、泉町、双葉町、大街道北、大街道西、大街道南、大街道東、築山、三ツ股、中浦、新館、中屋敷、浦屋敷南、新館南、明神南が分離成立した。

### 沿革
- 1889年（明治22年）4月1日 - 町村制施行により、門脇村が石巻村・湊村と合併し、牡鹿郡石巻町が成立。門脇村は石巻町門脇となる。
- 1933年（昭和8年）5月1日 - 牡鹿郡石巻町が市制施行するに伴い、牡鹿郡石巻町大字門脇が石巻市門脇となる[11]。
- 1966年（昭和41年）5月1日
  - 門脇字村境、門脇字八ツ沢、門脇字南鰐山、門脇字東上野、門脇字西村境の各一部が、石巻の一部とともに、泉町1丁目から泉町4丁目となる[12]。
  - 門脇字海門寺前、門脇字本町、門脇字九軒町、門脇字後町、門脇字浜横町、門脇字山岸、門脇字中道上下、門脇字全部海田の各一部が門脇町となる[11]。
  - 門脇字西村境、門脇字山、門脇字中山の各一部が、大手町となる[11]。
  - 門脇字日和山西、門脇字山、門脇字西村境の各一部が、南光町1丁目、南光町2丁目となる[13]。
  - 門脇字日和山東、門脇字中の各一部が、日和が丘となる[14]。
  - 門脇字西村境、門脇字東上野町、門脇字本草園の各一部が、石巻の一部とともに、双葉町となる[14]
  - 門脇字後谷地、門脇字善海田、門脇字土手東西、門脇字原田、門脇字浜の各一部が、南浜町となる[15]。
  - 門脇字西村境の一部が、宜山町となる[15]。
- 1968年（昭和43年）
  - 1月24日 - 門脇字東中浜一番、門脇字浪除土手、門脇字本草園前の各一部が、潮見町となる[16]。
  - 1月27日 - 門脇字浜裏、門脇字東中浜一番、門脇字後谷地、門脇字善海田の各一部が、雲雀野町1丁目、雲雀野町2丁目となる[14]。
  - 7月17日 - 門脇字本草園前、門脇字中島、門脇字浪除土手の各一部が、三河町となる[17]。
  - 8月10日
    - 門脇字鷲塚、門脇字下鷲塚、門脇字十三走が、重吉町となる[18]。
    - 門脇字中島、門脇字浪除土手が、中島町となる[13]
- 1970年（昭和45年）10月24日 - 門脇字東中浜一番、門脇字中浜が、西浜町となる[14]。
- 2007年（平成19年）9月1日
  - 門脇字五番谷地、門脇字南谷地、門脇字四番谷地の各一部が、大街道北1丁目から大街道北4丁目となる。大街道北1丁目は門脇字五番谷地の一部が、大街道北2丁目は門脇字五番谷地、門脇字南谷地の各一部が、大街道北3丁目は門脇字四番谷地の一部が、大街道北4丁目は門脇字四番谷地の一部が該当する[19]
- 2021年（令和3年）1月29日
  - 石巻市上釜南部地区被災市街地復興土地区画整理事業による、上釜南部地区住居表示変更において、門脇字浦屋敷、門脇字捨喰、門脇字鷲塚の各一部が、浦屋敷南となる[20]。
  - 石巻市上釜南部地区被災市街地復興土地区画整理事業による、上釜南部地区住居表示変更において、門脇字鷲塚の各一部が、中屋敷2丁目の一部とともに、新館南となる[20]。
  - 石巻市上釜南部地区被災市街地復興土地区画整理事業による、上釜南部地区住居表示変更において、門脇字捨喰、門脇字鷲塚、門脇字明神の各一部が、明神南となる[20]。

## 施設
- 石巻市立青葉中学校
- 石巻高等技術専門学校
- 真言宗普誓寺：川村孫兵衛の菩提寺
- 定川
- 北上運河

## 交通

### 道路

#### 一般国道
- 国道45号
- 国道398号

#### 一般県道
- 宮城県道247号石巻工業港矢本線
- 宮城県道251号石巻港インター線

#### 都市計画道路
- 石巻市都市計画道路門脇流留線[21]
- 石巻市都市計画道路矢本門脇線[21]

### 鉄道
- 東日本旅客鉄道（JR東日本）
  - 石巻あゆみ野駅（■仙石線）

### バス
- ミヤコーバス
  - 石巻免許センター線：大街道新橋[22][23]
  - 蛇田線：石巻あゆみ野駅南[24][25]

## 学区
域内の児童は石巻市立釜小学校・石巻市立青葉中学校に進学する。

## 人口
2025年（令和7年）4月30日現在の世帯数と人口は以下の通りである。
| 大字 | 小字       | 世帯数（戸） | 人口（人） |
| ---- | ---------- | ------------ | ---------- |
| 門脇 | 字青葉西   | 275          | 597        |
| 門脇 | 字青葉東   | 275          | 597        |
| 門脇 | 字一番谷地 | 46           | 102        |
| 門脇 | 字浦屋敷   | 305          | 635        |
| 門脇 | 字捨喰     | 15           | 31         |
| 門脇 | 字二番谷地 | 533          | 1,138      |
| 門脇 | 字明神     | 4            | 37         |
| 門脇 | 字元浦屋敷 | 121          | 252        |
| 門脇 | 字元明神   | 17           | 37         |
| 門脇 | 字元捨喰   | 57           | 74         |
| 門脇 | 字四番谷地 | 2            | 2          |
| 合計 | 合計       | 1,914        | 4,048      |

また、2020年（令和2年）3月末時点での住民基本台帳による年代別・男女別の人口は以下の通りである。
| 世代        | 男  | 女  | 計  |
| ----------- | --- | --- | --- |
| 0歳 - 4歳   | 96  | 85  | 181 |
| 5歳 - 9歳   | 83  | 83  | 166 |
| 10歳 - 14歳 | 75  | 84  | 159 |
| 15歳 - 19歳 | 94  | 109 | 203 |
| 20歳 - 24歳 | 124 | 117 | 241 |
| 25歳 - 29歳 | 116 | 122 | 238 |
| 30歳 - 34歳 | 145 | 112 | 257 |
| 35歳 - 39歳 | 137 | 135 | 272 |
| 40歳 - 44歳 | 159 | 135 | 294 |
| 45歳 - 49歳 | 171 | 142 | 313 |
| 50歳 - 54歳 | 142 | 132 | 274 |
| 55歳 - 59歳 | 135 | 150 | 285 |
| 60歳 - 64歳 | 116 | 134 | 250 |
| 65歳 - 69歳 | 133 | 148 | 281 |
| 70歳 - 74歳 | 144 | 170 | 314 |
| 75歳 - 79歳 | 114 | 130 | 244 |
| 80歳 - 84歳 | 70  | 90  | 160 |
| 85歳 - 89歳 | 22  | 72  | 94  |

## 東日本大震災
門脇での東日本大震災の震度は6弱であり、域内の犠牲者は143人で場所にもよるが2ｍ以上浸水した所もある。また、域内の世代・男女別の犠牲者・死亡率は以下の通りである。
| 世代と性別 | 犠牲者 | 死亡率 | 当時の人口 |
| ---------- | ------ | ------ | ---------- |
| 男性       | 65     | 2.68%  | 2,429      |
| 女性       | 78     | 3.03%  | 2,578      |
| 15歳未満   | 9      | 1.27%  | 708        |
| 15 - 64歳  | 59     | 1.86%  | 3,172      |
| 65歳以上   | 75     | 6.76%  | 1,109      |
| 合計       | 143    | 2.86%  | 5,007      |